# Claudio Acquaviva
Pour les articles homonymes, voir Acquaviva d'Aragon.
Claudio Acquaviva, né le 14 septembre 1543 à Atri, dans les Abruzzes en Italie, et décédé le 31 janvier 1615 à Rome, était un prêtre jésuite italien élu en 1581, à l'âge de 38 ans, le cinquième supérieur général de la Compagnie de Jésus qu'il dirigea jusqu’à sa mort. Il est le premier supérieur général italien. Pendant son mandat, les effectifs de la Compagnie passèrent de 5 000 à 13 000.
Claudio Acquaviva est à l'origine du Ratio atque institutio studiorum dit le Ratio Studiorum, une somme pédagogique qui est fruit d'une vaste consultation (1586) faite dans tous les collèges jésuites de l'époque et qui devint le manuel de la pédagogie jésuite pour plusieurs siècles.

## Formation et entrée chez les Jésuites
Claudio Acquaviva est le plus jeune fils d'un noble du royaume de Naples, Giovanni Antonio Donato Acquaviva d'Aragona, duc d'Atri. Après ses humanités (Latin, Grec et Hébreu) et des études de mathématiques, il étudia la jurisprudence à Pérouse. Il fut ensuite nommé par le pape Pie IV comme Chamberlan papal.
En contact avec François Borgia et Juan de Polanco il entendit parler de la Compagnie de Jésus. Il fut particulièrement impressionné par le dévouement des premiers compagnons pendant la peste de 1566 et décida de rejoindre l'Ordre en 1567. Avec la bénédiction de Pie V, il demanda au Supérieur général, François Borgia, d'être admis au noviciat. Après avoir terminé ses études, il se vit rapidement conférer d'importantes responsabilités, ses talents d'administrateur le distinguant pour les plus hautes fonctions. Il devint Provincial de Naples, puis de Rome ; durant son mandat, il se porta volontaire pour la Mission jésuite en Angleterre qui fut créée avec Robert Persons au printemps 1580.

## Supérieur général

### La quatrième Congrégation générale
À la mort d'Everard Mercurian le 1er août 1580, la quatrième Congrégation générale fut convoquée pour le 7 février 1581. Acquaviva fut élu, au jeune âge de trente-sept ans, à la grande surprise de Grégoire XIII. Mais le sens extraordinaire de gouvernance qu'il montra -en particulier quand son commandement fut mis en cause - la vitalité apostolique des jésuites comme la croissance régulière de leur nombre pendant son long mandat de 24 ans, justifièrent abondamment le vote des électeurs.

### Ses réalisations de Général
Dans sa première lettre Sur la croissance heureuse de la Compagnie du 25 juillet 1581, il traitait des qualifications nécessaires pour les supérieurs, et édictait que le gouvernement ne devrait pas être inspiré par les maximes de la sagesse humaine mais par celles de la prudence surnaturelle (fortiter in re, suaviter in modo).
La Ve (1593) et la VIe (1608) Congrégation générales furent imposées à Acquaviva, la première par le pape Clément VIII et la seconde par la Congrégation des Procureurs : deux cas très rares de Congrégations générales non convoquées directement par un Supérieur général. C'est que les méthodes de travail et le gouvernement même d'Acquaviva étaient gravement mis en cause par un groupe de jésuites espagnols soutenus par Philippe II. Cependant, son ouverture d'esprit et sa réelle humilité lui acquirent les délégués qui le lavèrent de tout soupçon et renouvelèrent la confiance de la Compagnie en son mode de gouvernement.
Une tâche plus difficile était de garder de bons rapports avec le pape Sixte V, qui était plutôt hostile à la Compagnie. Avec un grand sens diplomatique et une réelle vision, Acquaviva réussit à jouer le roi contre le pape, et Sixte contre Philippe. Il réduisit au silence Juan de Mariana, dont l'ouverture à la doctrine sur le tyrannicide avait soulevé une grande indignation en France et ailleurs en Europe. Il semble aussi avoir désapprouvé l'action des jésuites français en faveur de la Ligue, et fut ainsi capable d'assurer un solide avantage en faveur d'Henri IV.
Durant son mandat, les missions jésuites furent établies au Paraguay, et il encouragea les missions partout en Europe.

## LeRatio Studiorum

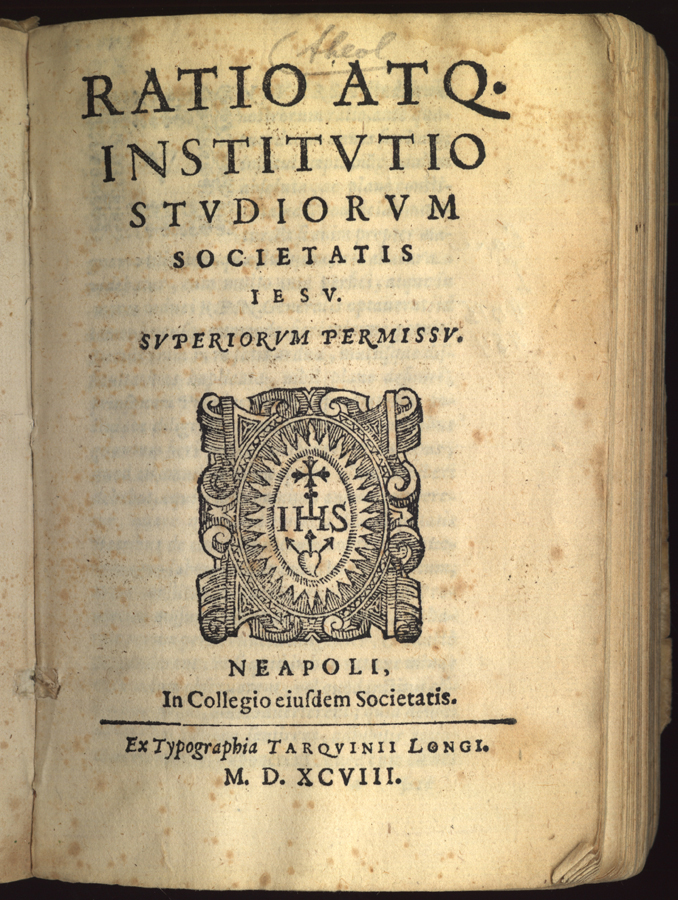
Page de titre du Ratio Studiorum

La promulgation du Ratio atque institutio studiorum en 1586 lui incombe, synthétisant des années d'expérience dans le champ éducatif et les organisant dans un 'système jésuite d'éducation'. C'est la première fois qu'un système éducatif est mis en place pour un réseau scolaire s’étendant sur toute l'Europe et même au-delà. Mais les Dominicains le dénoncèrent à l'Inquisition et il fut condamné en Espagne et à Rome, en raison d'opinions questionnant les doctrines thomistes sur la présence physique divine et la prédestination. Les chapitres incriminés furent retirés de l'édition de 1591. Dans la discussion qui surgit entre théologiens jésuites et dominicains au sujet de la grâce, Acquaviva réussit, sous les papes Clément VIII et Paul V, à sauver le parti des Jésuites d'une condamnation qui semblait inéluctable.
Claudio Acquaviva mourut à Rome en 1615, laissant la Compagnie de Jésus avec 13 000 membres dans 550 maisons et 15 provinces. L'influence considérable qu'exercèrent les jésuites, dans leur âge d'or, tint largement à la vision politique à long terme d'Acquaviva, qui fut certainement l'un des plus grands supérieurs généraux de l'ordre.

## Généalogie

### Les ducs d'Atri
```
Antonio Aquaviva
(†1395), 
1
er
 duc d'
Atri
, épouse
│   
Ceccarella Cantelmo 
;
│
└─> 
Andrea Matteo I
(†1407), 
2
e
 
duc
 d'
Atri
, épouse
     │  
Caterina Tomacelli
, fille de 
Giovannello Tomacelli
, marquis d'
Ancône
 ;
     │
     ├─> 
Antonio
, 
3
e
 
duc
 d'
Atri
, épouse
     │       
Maria Orsini del Balzo
, fille de 
Raimondello Orsini
, prince de 
Tarante
 ;
     │
     └─> 
Pierbonifacio
(†1418), 
4
e
 
duc
 d'
Atri
, épouse
     │       
Caterina Riccardi 
;
     │   │
     │   └─>
Andrea Matteo II
(†1443), 
5
e
 
duc
 d'
Atri
, épouse
     │       
Isotta Sforza
, fille de 
Francesco I
, duc de 
Milan
;
     │
     └─> 
Giosia
(†1462), 
6
e
 
duc
 d'
Atri
, épouse en 
3
e
 
noce
         │       
Antonella Migliorati di Fermo
;
         │
         └─>
Giulio Antonio
(1430-1481), 
7
e
 
duc
 d'
Atri
, épouse en 
2
e
 
noce
             │       
Caterina Orsini del Balzo
;
             │
             ├─>
Giovanni Antonio
(1457-1479), marquis de 
Bitonto
;
             │
             └─>
Andrea Matteo III
(1458-1529), 
8
e
 
duc
 d'
Atri
, épouse
                 │ 
Isabella Todeschini Piccolomini
, fille d’
Antonio
, 
1
er
 duc d'
Amalfi
;
                 │
                 ├─> ...
                 │
                 └─>
Giannantonio Donato
(1490-1554), 
9
e
 
duc
 d'
Atri
, épouse
                     │  
Isabella Spinelli
(°1500), fille de 
Giambattista
, comte de 
Cariati
 ;
                     │
                     └─>
Claudio
```